# Kommissar Rex
Kommissar Rex ist eine österreichische Krimiserie um den Polizeihund Rex, einen Deutschen Schäferhund. Die in Wien spielende Serie wurde von 1994 bis 2004 in mehreren Staffeln mit drei unterschiedlichen Besetzungen gedreht. 
Von 2007 bis 2014 wurde die Serie für Rai mit Schauplatz Rom in italienischer Sprache und mit italienischen Schauspielern neu produziert. Für den kanadischen TV-Sender CityTv wurde eine englischsprachige Adaption mit dem Titel Hudson & Rex produziert, die seit 2019 ausgestrahlt wird.
Im Frühjahr 2025 begannen die Dreharbeiten für eine Neuauflage.

## Handlung und Figuren
Zeitleiste (Originalstaffeln 1–10)
● Hauptrolle
| Rolle                      | 1 | 2 | 3 | 4 | 5 | 6 | 7 | 8 | 9 | 10 |
| Rex                        | ● | ● | ● | ● | ● | ● | ● | ● | ● | ●  |
| Richard „Richie“ Moser †   | ● | ● | ● | ● |   |   |   |   |   |    |
| Alexander „Alex“ Brandtner |   |   |   | ● | ● | ● | ● |   |   |    |
| Marc Hoffmann              |   |   |   |   |   |   |   | ● | ● | ●  |
| Ernst „Stocki“ Stockinger  | ● | ● |   |   |   |   |   |   |   |    |
| D. Max Koch                | ● | ● | ● | ● |   |   |   |   |   |    |
| Peter Höllerer             | ● | ● | ● | ● | ● |   |   |   |   |    |
| Christian Böck             |   |   | ● | ● | ● | ● | ● |   |   |    |
| Niki Herzog                |   |   |   |   |   |   |   | ● | ● | ●  |
| Fritz Kunz                 |   |   |   |   | ● | ● | ● | ● | ● | ●  |
| Dr. Leo Graf               | ● | ● | ● | ● | ● | ● | ● | ● | ● | ●  |

### Rex
Reginald von Ravenhorst, genannt Rex, ist ein ausgebildeter Polizeihund. Er ist Mittelpunkt der Handlung und bringt oft durch das Auffinden von Beweisstücken und Personen die Ermittlungen weiter. Rex wurde als Welpe von Verbrechern gestohlen und half als Jungtier einem Kind bei der Lösung eines Falles. In der ersten Staffel lebt er bei Kommissar Moser in der Marokkanergasse 18 im dritten Wiener Bezirk, in der zweiten Staffel im Wiener Grüngürtel. Rex hat eine Vorliebe für Wurstsemmeln (Kaisersemmel mit Extrawurst) und zeigt dies in den Serien auch stets.

### Hauptermittler

#### Kriminalinspektor Richard „Richie“ Moser †
Kriminalinspektor Richard Moser, besetzt mit Tobias Moretti, ist der erste Einsatzleiter der Serie. Zu Beginn der Serie lässt er sich von seiner Frau Gina scheiden, was ein harter Schlag für ihn ist. Er nimmt Rex zu sich, dessen Besitzer erschossen wurde. Moser lebt in Staffel 1 in einer Altbauwohnung in der (real existierenden) Marokkanergasse 18 im 3. Wiener Gemeindebezirk, mietet aber in der zweiten Staffel ein Haus, das er renoviert. Zunächst besitzt Moser einen anthrazitfarbenen Alfa Romeo 155, später in den ersten Folgen der vierten Staffel einen Audi A4. Bezeichnend für Moser sind sein Sinn für Humor, sein manchmal etwas aufbrausendes Gemüt und die Begegnungen mit vielen an ihm interessierten Frauen. Er hat zwischenzeitlich eine Beziehung mit Rex’ Tierärztin Sonja Koller (gespielt von Daniela Gäts), die ihn später verlässt und in die USA geht. Moser tritt zuletzt in der Folge „Mosers Tod“ auf und wird dort von einem Psychopathen (gespielt von Ulrich Tukur) erschossen, als er seine Freundin vor diesem beschützen will.
Moser trat in den Staffeln 1 bis 3 und in den ersten vier Folgen der Staffel 4 auf.

#### Kriminalinspektor Alexander „Alex“ Brandtner
Alex Brandtner ersetzt Moser als Kriminalinspektor und Besitzer von Rex. Nachdem er sieht, wie niedergeschlagen der Hund sichtlich ist – Rex bleibt noch einige Tage nach dem Tod Mosers in dem Haus, frisst, trinkt und schläft aber kaum noch – übernimmt er das Mietshaus und zieht bei Rex ein. Zuvor besaß Brandtner ebenfalls einen Hund namens Arco, der durch eine Explosion starb. Von dieser Explosion hat Brandtner einen leichten Gehörschaden zurückbehalten. Eigentlich wollte er deswegen, bis er Rex kennen lernte, nichts mehr mit Hunden zu tun haben. Verglichen mit Moser wird Brandtner in der Serie als etwas sportlicher und aktiver im Beruf dargestellt. Ein Beispiel dafür ist die Arbeit als verdeckter Ermittler in einem Gefängnis. Er kommt seit 2002 ohne Erklärung nicht mehr vor.
Alexander Brandtner wurde in den Staffeln 4 bis 7 von Gedeon Burkhard gespielt. Bereits in der 1. Staffel hatte Burkhard einen Gastauftritt in Folge 9 („Amok“), allerdings als Straftäter.

#### Kriminalinspektor Marc Hoffmann
Kriminalinspektor Hoffmann ersetzt seinen Vorgänger und wird – wie seine Vorgänger – ebenfalls als humorvoll und witzig und sogar noch sportlicher dargestellt. Er arbeitet mit Niki Herzog, mit der er nach anfänglichen Meinungsverschiedenheiten eine Liebesbeziehung aufbaut. Er studierte forensische Wissenschaften unter Leo Graf, dem Gerichtsmediziner.
Marc Hoffmann (die Rolle tauchte in den Staffeln 8 bis 10 auf) wurde von Alexander Pschill gespielt; in der 2. Folge der 2. Staffel hatte er einen Gastauftritt.

#### Kommissar Lorenzo Fabbri †

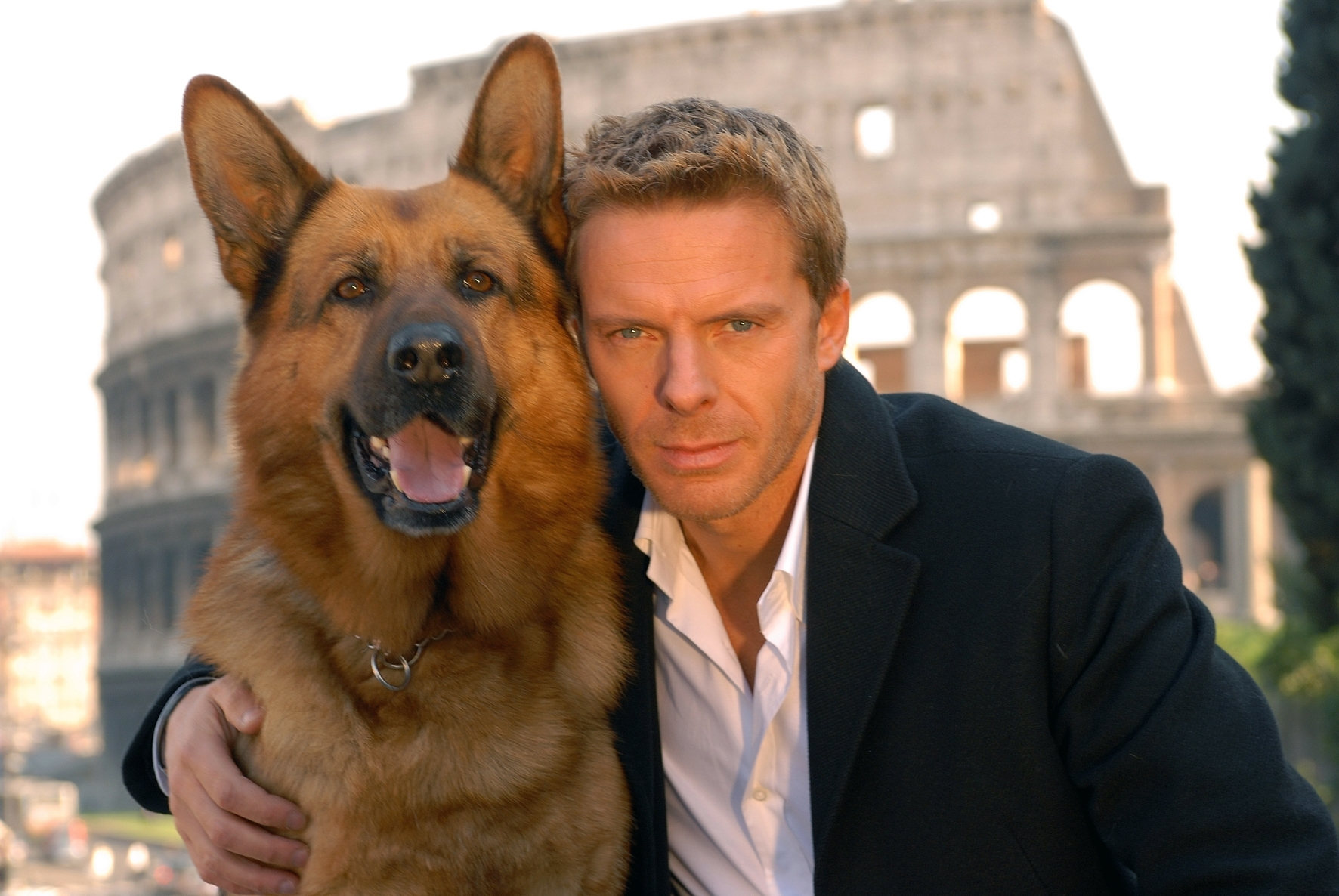
Kaspar Capparoni mit Rex (2008)

In der italienischen Staffel ist Lorenzo Fabbri der Kriminalhauptkommissar, der in der ersten Folge von Rom nach Wien reist, um mit der österreichischen Polizei einen Doppelmord aufzuklären. Als er wieder nach Rom reist, nimmt er Rex mit. Dieser hat sich in der kurzen Zeit mit dem Kommissar angefreundet. Der Kommissar liebt Bach und Rockmusik der siebziger Jahre. Fabbri trägt selbst im Alltag immer ein schwarzes Sakko und fährt wie Richard Moser in den ersten Staffeln einen Alfa Romeo. Die Kriminaltechnikerin Katia Martelli ist in ihn verliebt, Fabbri stirbt in der zweiten Folge von Staffel 14 durch eine Autobombe. Lorenzo Fabbri wurde von Kaspar Capparoni gespielt und spielte von Staffel 11 bis 13 sowie in den ersten beiden Folgen der 14. Staffel mit, sein Nachfolger wurde Davide Riviera. In der deutschen Synchronfassung wurde Capparoni von Michael Iwannek gesprochen.

#### Kommissar Davide Riviera
Davide Riviera ist der etwas jüngere Nachfolger von Lorenzo Fabbri und nimmt Rex bei sich auf, beide werden ein gutes Team. Sein Nachfolger ist Marco Terzani. Zu Beginn der 16. Staffel wird sein Ausstieg nicht erklärt.

#### Kommissar Marco Terzani
Marco Terzani ersetzt zu Beginn der 16. Staffel Davide Riviera, er ist sportlich und freundet sich schnell mit Rex an.

### Nebenermittler

#### Bezirksinspektor Ernst „Stocki“ Stockinger
Ernst Stockinger ist Bezirksinspektor und der Assistent von Richard Moser. Er liebt Wurstsemmeln genauso wie Moser und Rex. Bezeichnend für Stockinger ist seine panische Angst vor Hunden. Im Pilotfilm der Serie ist dies deutlich erkennbar. Mit Beginn der zweiten Staffel, kurz bevor er die Serie verlässt, überwindet er seine Angst vor Rex und die Zuneigung zu ihm wird deutlich erkennbar. Er hat eine Frau, die aber nur in Gesprächen erwähnt wird. Physisch taucht sie (von Anja Schiller gespielt) erst im Spin-off Stockinger auf. 1996 zieht Stockinger mit seiner Frau nach Salzburg, da sie dort die Arztpraxis ihres verstorbenen Vaters übernimmt. In diesem Zusammenhang wechselt er vom Kriminalbeamtenkorps der Bundessicherheitswachekorps zum Landesgendarmeriekommando Salzburg. Sein Nachfolger wird Christian Böck.
Ernst Stockinger wurde von Karl Markovics in den Staffeln 1 und 2 gespielt.

#### Kriminalinspektor a. D. Max Koch
Max Koch war Kriminalinspektor und ist im Ruhestand. Im Pilotfilm wird erwähnt, dass er Richard Moser einst zur Polizei brachte, unterstützt diesen und sein Team bei Ermittlungen und steht ihm mit Rat und Tat zur Seite. Max verlässt die Serie ohne weitere Begründung, nachdem Richard erschossen wurde. Dargestellt wurde Max Koch von Fritz Muliar (1919–2009) in den Staffeln 1–3 und den ersten 4 Folgen der 4. Staffel, wobei er nicht in jeder Folge auftauchte. In einigen Folgen hatte Koch nur kurze Auftritte, in anderen hingegen wirkte er maßgeblich bei den Ermittlungen und der Ergreifung des Täters mit, z. B. durch „Undercover“-Ermittlungen.

#### Kriminalinspektor Peter Höllerer
Peter Höllerer war der Assistent von Richard Moser und Ernst Stockinger, sowie später von Alexander Brandtner und Christian Böck, und somit der Vorgänger von Fritz Kunz. Ähnlich wie dieser bevorzugt er die Gemütlichkeit im Innendienst. Er verlässt die Serie in der Folge Rex rächt sich, weil er zusammen mit seiner Mutter die Gaststätte seines Vaters weiterführen will. Im Spin-off Stockinger hat er in zwei Folgen einen kurzen Gastauftritt.
Peter Höllerer wurde in den Staffeln 1 bis 5 von Wolf Bachofner dargestellt.

#### Kriminalinspektor Christian Böck
Christian Böck ist Kriminalinspektor und der direkte Nachfolger von Stockinger. Er liebt ebenfalls Wurstsemmeln wie Brandtner und die anderen. Seit 2002 kommt er wie Brandtner ohne weitere Erklärung nicht mehr in der Serie vor. Seine Nachfolgerin ist Niki Herzog.
Böck wurde in den Staffeln 3 bis 7 von Heinz Weixelbraun gespielt. In Folge 1 der 3. Staffel gibt er sich als Christian Schuh aus, um verdeckt zu ermitteln.

#### Kriminalinspektorin Niki Herzog
Niki Herzog ist Kampfsportlerin. Niki und Marc sind am Anfang ein Liebespaar, was man in der achten Staffel sehr deutlich sieht. Sie taucht ab der Folge Ein Mann ohne Gedächtnis nicht mehr auf; die Gründe dafür sind unbekannt.
Elke Winkens spielte diese Rolle in den Staffeln 8 und 10. In der 7. Staffel (Folge 1: In letzter Sekunde) hatte sie bereits in anderer Rolle einen Gastauftritt.

#### Kriminalinspektor (später Major) Fritz Kunz
Fritz Kunz ist Kriminalinspektor und war der Assistent der Kriminalinspektoren Brandtner und Hoffmann. Er liebt Wurstsemmeln und ist der dritte Mann im Team, der es eher gemütlicher mag. Kunz ist Ordnungsfanatiker und legt eine große Begeisterung für Statistiken an den Tag.
Er spielte in den Staffeln 6 bis 10 sowie in der Pilotfolge der 11. Staffel mit, in denen seine Chefin Kommissarin Erika Herdl (Denise Zich) ist. In der Folge Ein tödliches Match der 13. Staffel ist Fritz Kunz ebenfalls dabei; hier hat er den Dienstgrad Major inne.
Fritz Kunz wurde von Martin Weinek dargestellt.

### Gerichtsmediziner / Rechtsmediziner / Pathologen

#### Dr. Leo Graf
Dr. Graf ist als Gerichtsmediziner tätig. Durch seine gerichtsmedizinischen Erkenntnisse verhilft er Rex und seinen Herrchen oft zur richtigen Spur nach dem Mörder. Bezeichnend für ihn war auch sein etwas schwarzer Humor. Er liebt offensichtlich Zigarren, mit denen er auch immer wieder zu sehen ist. Im Spin-off Stockinger hat er in der ersten Folge einen kurzen Gastauftritt.
Er spielt in den Staffeln 1–10 mit und ist damit am längsten dabei. In der 13. Staffel taucht er in der Folge Ein tödliches Match wieder auf.
Gespielt wurde Dr. Leo Graf bis 2009 von Gerhard Zemann (1940–2010).

#### Dr. Giorgio Gaiba
Dr. Gaiba ist der römische Gerichtsmediziner, der eng mit Katia Martelli (Gespielt von Pilar Abella) zusammenarbeitet. Er ist zusammen mit Katia meistens als erstes am Tatort.
Nuccio Siano spielt Dr. Giorgio Gaiba seit der 11. Staffel; er kommt aber, anders als Katia Martelli nicht regelmäßig in allen Folgen vor.

### Spurensicherung (Kriminaltechnik)
Seit Kommissar Rex in Rom ermittelt, spielt die kriminaltechnische Spurensicherung (Spusi) eine starke Rolle, vor allem, da sie weiblich besetzt ist und der Hauptkommissar ein Frauenschwarm ist.

#### Katia Martelli
Pilar Abella spielt die Rolle der Kriminaltechnikerin Katia Martelli, seit Rex in Rom ermittelt. Zusammen mit Kommissar Lorenzo Fabbri und seinem Kollegen Oberinspektor Morini wird sie nach dem Tod von Kommissar Fabbri ausscheiden. In der deutschen Synchronfassung wurde Abella von Natascha Geisler gesprochen.

## Produktion

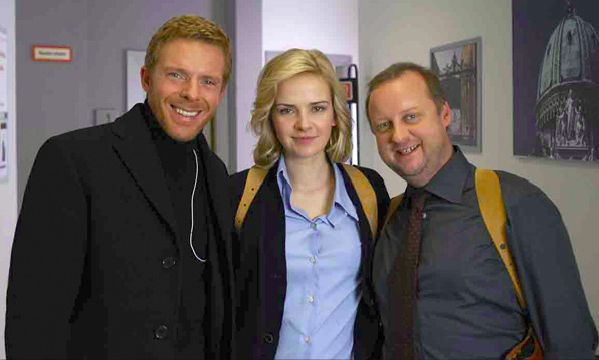
Kaspar Capparoni, Denise Zich und Martin Weinek bei den Dreharbeiten zu Kommissar Rex in Wien

Die Produktion der Serie begann 1993, und die Ausstrahlung begann 1994 im österreichischen und deutschen Fernsehen als Parallelausstrahlung. Damals zeigte der Österreichische Rundfunk, der die Produktion in Auftrag gegeben hatte, die Sendung auf ORF 1. In Deutschland wurde die Serie auf Sat.1 ausgestrahlt. Kommissar Rex wurde bis 2004 von der österreichischen Filmproduktionsfirma „Mungo-Film“ produziert. Diese produzierte auch den Spin-off-Film „Baby Rex – Der kleine Kommissar“, der 1997 auf Sat.1 ausgestrahlt wurde, unter der Regie von Oliver Hirschbiegel. Hirschbiegel führte von 1994 bis 1997 in den ersten drei Staffeln der Serie auch bei insgesamt 14 Folgen Regie.
Prominente Drehorte in Wien waren unter anderem das Haas-Haus, die Wiener Secession (Vorspann), das Naturhistorische Museum, der Wiener Stadtpark, der Favoritner Wasserturm, die UNO-City, die historische Stadtbahnlinie am Gürtel, und auf den Spuren des dritten Mannes die Wiener Kanalisation. Zahlreiche Szenen spielen aber auch in der Umgebung Wiens, von den Weingärten im Süden bis zum Bisamberg im Nordosten.
Als Hauptdarsteller in den ersten vier Staffeln war Tobias Moretti zu sehen. Die Staffeln erreichten teilweise über 10 Millionen Zuseher. Moretti stieg 1998 aus der Serie aus und wurde von Gedeon Burkhard abgelöst. Die Zuschauerzahlen waren weiterhin beachtlich und die Rechte an der Krimiserie wurden an Fernsehsender in über 107 Länder verkauft. Nachdem Burkhard 2001 die Serie aus persönlichen Gründen verlassen hatte, folgte eine Sendepause. In der nachfolgenden Staffel wurden die Hauptrollen mit Alexander Pschill und erstmals mit einer Kommissarin, Elke Winkens besetzt, die im Drehbuch zugleich eine Liebesbeziehung führten. Trotz drastisch gesunkenen Einschaltquoten wurden 15 weitere Folgen gedreht. Die letzten Episoden wurden nur auf ORF 1 gesendet.
Im Januar 2007 begannen nach dreijähriger Pause die Dreharbeiten für eine neue Staffel mit veränderten Vorzeichen. Die Staffel wurde nun von Jan Mojtos Beta Film GmbH in Zusammenarbeit mit Leader Production SRL für den öffentlich-rechtlichen italienischen Sender Rai 1 unter Beteiligung des ORF und des ZDF hergestellt, Regie führt Marco Serafini. Ein etwas gealteter Martin Weinek aus der letzten Wiener Ermittlergruppe bildet in den ersten Folgen der italienischen Staffel gewissermaßen eine Brücke zum neuen Schauplatz und den neuen Gegebenheiten. Neuer Kommissar ist Lorenzo Fabbri, gespielt vom italienischen Schauspieler Kaspar Capparoni. Der neue Schäferhund (Rex III) heißt Henry und ist amerikanischer Abstammung. Das wenig originelle Szenario in Rom, statt mit der Wiener Kulisse und die vielen Neuerungen, nach dem Vorbild amerikanischer Krimiserien (wie Szenewiederholungen in Form von Rückblenden, statische Kameraführung ohne Schwenks etc.) stießen, laut italienischem Konsumentenverband, auf Ablehnung des italienischen Fernsehpublikums.
Die acht Folgen der 11. Staffel wurden in Italien 2008 unter dem Titel Rex, il ritorno (Rex – Die Rückkehr) auf RAI 1 ausgestrahlt. Der ORF 1 zeigte sie vom 30. Juni 2009 bis August 2009. In Deutschland strahlt das ZDF die neuen Folgen seit 9. Juli 2009 aus. Die deutsche Synchronisation wird von der Bavaria Synchron in München hergestellt. In Deutschland kam der Pilotfilm recht gut an, jedoch konnten die weiteren Folgen keinen weiteren Quotenerfolg verzeichnen. Seit dem 1. Mai 2010 strahlt das ZDF 20 weiter neue Folgen der Staffeln 11 und 12 aus.
Trotz einer Ankündigung seitens des ORF, wonach der Schauplatz der Serie wieder nach Wien zurückverlegt würde, wurden 2008 weitere zehn Folgen einer 12. Staffel in Rom gedreht. Ende Mai 2008 wurde bekannt, dass der ORF einen Film für die 13. Staffel wieder in Wien produzierte. Demnach fanden die Dreharbeiten während der Fußball-Europameisterschaft 2008 statt. Der Film mit dem Titel „Ein tödliches Match / L’ultima partita“ ist der Pilotfilm der 13. Staffel und lief am 12. April 2009 bereits auf RAI. Nachdem die dreizehnte Staffel im Sommer 2010 im ZDF und im Sommer 2011 auf Rai ausgestrahlt worden war, wurde angekündigt, dass Kaspar Capparoni zu Beginn der vierzehnten Staffel seine Rolle aufgeben wird. Stattdessen wird Ettore Bassi der neue Kommissar an der Seite von Rex werden. Die vierzehnte Staffel umfasst zwölf Episoden und sollte ursprünglich 2012 auf Rai 1 ausgestrahlt werden. Wie bereits bei Staffel 13 wurde jedoch die Ausstrahlung vom Sender verschoben und die Rechte zunächst ins Ausland verkauft. So liefen die Folgen erstmals 2011 mit italienischer Tonspur auf dem russischen Sender Semyorka („Kanal 7“).
2013 produzierte der ORF gemeinsam mit RAI eine neue Folge in Spielfilmlänge mit dem Titel Kommissar Rex – Eiszeit. Regie führte der Salzburger Erhard Riedlsperger. Dreh- und Handlungsort ist Meran in Südtirol. Rex wird durch die Schäferhunde Aki und Tokio verkörpert und Juergen Maurer (Das Wunder von Kärnten) spielt den neuen Ermittler Andreas Mitterer.
Erstausstrahlung im ORF 2 war am 21. Dezember 2013.
Es ist noch nicht bekannt, ob der Film nur ein Spin-off oder der Pilotfilm für eine neue Staffel war.

## Auszeichnungen und Nominierungen
- 1995: Bayerischer Fernsehpreis – Wolf Bachofner, Tobias Moretti und Karl Markovics
- 1995: Goldene Romy – Beliebtester Serienstar (Tobias Moretti)
- 1996: Goldene Romy – Beste Krimiserie
- 1996: Goldener Löwe – Bester Seriendarsteller (Tobias Moretti)
- 1996: Silver TeleVizier-Tulip – Beste Fremdsprachige Serie
- 1996: Goldene Romy – Beliebtester Serienstar (Tobias Moretti)
- 1997: Goldene Romy – Beliebtester Serienstar (Tobias Moretti)
- 1998: Telegatto – Internationale Fernsehserien und Seifenopern (Tobias Moretti)
- 2006: Nominiert für TP de Oro – Beste Fremdsprachige Serie

## Internationale Ausstrahlung
Die Fernsehserie Kommissar Rex wurde unter anderem in folgenden Ländern ausgestrahlt:
| Land                    | Titel                                                       | Übersetzung                                | Fernsehsender                                                      | Sprache                                                              |
| ----------------------- | ----------------------------------------------------------- | ------------------------------------------ | ------------------------------------------------------------------ | -------------------------------------------------------------------- |
| Argentinien             | Comisario Rex                                               | Kommissar Rex                              | The Film Zone                                                      | Spanische Synchronisation                                            |
| Australien              | Inspector Rex                                               | Inspektor Rex                              | SBS network                                                        | Deutsch, Englische Untertitel                                        |
| Belgien                 | Rex, chien flic                                             | Rex, Polizeihund                           | vtm RTL-TVI                                                        | Deutsch + Niederländische Untertitel, Französische Synchronisation   |
| Brasilien               | Comissário Rex                                              | Kommissar Rex                              | Multishow Band                                                     | Portugiesische Synchronisation                                       |
| Bulgarien               | Комисар Рекс                                                | Kommissar Rex                              | BNT Channel 1 Diema                                                | Bulgarische Synchronisation                                          |
| Chile                   | Comisario Rex                                               | Kommissar Rex                              | Chilevisión The Film Zone TVN                                      | Spanische Synchronisation                                            |
| Dänemark                | Kommissær Rex                                               | Kommissar Rex                              | TV 2 Charlie                                                       | Deutsch, Dänische Untertitel                                         |
| Deutschland             | Kommissar Rex                                               |                                            | Sat.1 ZDF Crime Time Serien+                                       | Deutsch, seit 2008 Deutsche Synchronisation                          |
| Dominikanische Republik | Comisario Rex                                               | Kommissar Rex                              | The Film Zone                                                      | Spanische Synchronisation                                            |
| Estland                 | Kommissar Rex                                               |                                            | Kanal 2                                                            | Deutsch, Estnische Untertitel                                        |
| Finnland                | Poliisikoira Rex                                            | Polizeihund Rex                            | Nelonen Sub                                                        | Deutsch, Finnische Untertitel                                        |
| Frankreich              | Rex, chien flic                                             | Rex, Polizeihund                           | France 2                                                           | Französische Synchronisation                                         |
| Griechenland            | Υπαστυνόμος Ρεξ                                             | Unteroffizier Rex                          | Alpha Alter Skai TV                                                | Griechische Synchronisation                                          |
| Island                  | Lögregluhundurinn Rex                                       | Rex der Polizeihund                        | Sjónvarpið                                                         | Deutsch, Isländische Untertitel                                      |
| Italien                 | Il commissario Rex (Staffel 1–10) Rex (Staffel 11-…)        | Der Kommissar Rex                          | Rai 1                                                              | Italienische Synchronisation                                         |
| Iran                    | کمیسر و رکس Komiser va Reks oder بازرس و رکس Bazras va Reks | Inspektor und Rex                          | IRIBTV3 IRIB TV1                                                   | Persische Synchronisation                                            |
| Israel                  | Kommissar Rex                                               |                                            |                                                                    | Russisches Multi-Voice-over                                          |
| Japan                   | REX~ウィーン警察シェパード犬刑事~                           | Rex – Wiener Polizei Schäferhund Inspektor | AXN Mystery                                                        | Deutsch, Japanische Untertitel                                       |
| Kanada Québec           |                                                             |                                            | Séries+                                                            | Québec-Französische Synchronisation                                  |
| Kolumbien               | Comisario Rex                                               | Kommissar Rex                              | Canal Caracol Citytv Bogotá The Film Zone                          | Lateinamerikanisch-Spanische Synchronisation                         |
| Kroatien                | Inspektor Rex                                               | Inspektor Rex                              | HRT, Nova TV                                                       | Deutsch, Kroatische Untertitel                                       |
| Lettland                | Komisārs Reksis                                             | Kommissar Rex                              | LTV1 LNT                                                           | Lettisches Voice-over                                                |
| Litauen                 | Komisaras Reksas                                            | Inspector Rex                              | BTV LTV                                                            | Litauisches Voice-over                                               |
| Nordmazedonien          | Комесарот Рекс (Komesarot Reks)                             | Kommissar Rex                              | A1                                                                 | Deutsch, Mazedonische Untertitel                                     |
| Mexiko                  | Comisario Rex                                               | Kommissar Rex                              | The Film Zone TVC                                                  | Spanische Synchronisation                                            |
| Niederlande             | Commissaris Rex                                             | Kommissar Rex                              | RTL Niederlande                                                    | Deutsch, Niederländische Untertitel                                  |
| Norwegen                | Rex                                                         |                                            | TV2                                                                | Deutsch, Norwegische Untertitel                                      |
| Österreich              | Kommissar Rex                                               |                                            | ORF Sat.1 Österreich                                               | Deutsch, seit 2008 Deutsche Synchronisation                          |
| Peru                    | Comisario Rex                                               | Kommissar Rex                              | Frecuencia Latina                                                  | Spanisch Synchronisation                                             |
| Polen                   | Komisarz Rex                                                | Kommissar Rex                              | TV 4 AXN AXN Crime AXN White TVP1                                  | Polnisches Voice-over                                                |
| Portugal                | Rex, o cão polícia                                          | Rex, der Polizeihund                       | SIC                                                                | Deutsch, Portugiesische Untertitel                                   |
| Rumänien                | Comisarul Rex                                               | Kommissar Rex                              | Prima TV                                                           |                                                                      |
| Russland                | Комиссар Рекс                                               | Kommissar Rex                              | RTR, NTW, STS, Domashny                                            | Russisches Multi-Voice-over                                          |
| Schweden                | Kommissarie Rex                                             | Kommissar Rex                              | TV4 Kanal 9                                                        | Deutsch, Schwedische Untertitel                                      |
| Schweiz                 | Kommissar Rex Rex, chien flic Il commissario Rex            |                                            | DRS TSR RTSI                                                       | Deutsch Französische Synchronisation Italienische Synchronisation    |
| Slowakei                | Komisár Rex                                                 | Kommissar Rex                              | TV Markíza                                                         | Slowakische Synchronisation                                          |
| Slowenien               | Komisar Rex                                                 | Kommissar Rex                              | Radiotelevizija Slovenija Kanal A                                  | Deutsch, Slowenische Untertitel Italienische, Slowenische Untertitel |
| Spanien                 | Rex: Un policía diferente                                   | Rex, ein anderer Polizist                  | Antena 3 Telecinco Telemadrid Televisiones autonomicas de la FORTA | Spanische Synchronisation                                            |
| Türkei                  | Komiser Reks                                                | Kommissar Rex                              | Kanal 1                                                            | Türkische Synchronisation                                            |
| Tschechien              | Komisař Rex                                                 | Kommissar Rex                              | Prima                                                              | Tschechische Synchronisation                                         |
| Ukraine                 | Комісар Рекс                                                | Kommissar Rex                              | Novyi Kanal STB K1 2+2 Enter-film ICTV                             | Ukrainische Synchronisation                                          |
| Ungarn                  | Rex felügyelő                                               | Inspektor Rex                              | TV2 M1 AXN                                                         | Ungarische Synchronisation                                           |
| Uruguay                 | Comisario Rex                                               | Kommissar Rex                              | Teledoce                                                           | Spanische Synchronisation                                            |
| Venezuela               | Comisario Rex                                               | Kommissar Rex                              | The Film Zone Televen                                              | Spanische Synchronisation                                            |
| Vereinigtes Königreich  | Inspector Rex                                               | Inspektor Rex                              | Five                                                               | Deutsch, Englische Untertitel                                        |
| Vietnam                 | Rex, chú chó thám tử                                        | Rex, der Hundeinspektor                    | VTV                                                                | Vietnamesisches Voice-over                                           |
| Zypern                  | Υπαστυνόμος Ρεξ                                             | Unteroffizier Rex                          | Sigma TV                                                           | Griechische Synchronisation                                          |

## DVD-Veröffentlichung
- Deutschland: Staffeln 1 bis 4, Koch Media
- Griechenland: Staffeln 1994–1998 (Video-CD als Beilage einer Zeitung)
- Australien: vollständige Staffeln 1 bis 12 in 10 Box-Sets, als Bonus der 1. Staffel ist der Film „Baby Rex“ enthalten und bei der 12. der Film „(L’ultima partita) – Ein tödliches Match“. Die Serie ist von AZTEC International Pty Ltd veröffentlicht worden. Die Boxen 1–4 (Staffel 1–4), 5–6 (Staffel 5–7), 7–8 (Staffel 8–10) sind in deutscher Sprache mit englischen Untertiteln und die Boxen 9–14 (Staffel 11–16) in italienischer Sprache ebenfalls mit englischen Untertiteln.
- Niederlande und Ungarn: Staffeln 1 und 2

- Deutschland: Gesamtedition (Staffeln 1–10), Fernsehjuwelen – 18. Oktober 2019
- Deutschland: Moser Komplettbox (Staffeln 1–4), Fernsehjuwelen – 18. Oktober 2019

- Deutschland: als einzelne Boxen von Fernsehjuwelen wie folgt veröffentlicht

| Staffel 01 | 26. April 2019  |
| Staffel 02 | 26. April 2019  |
| Staffel 03 | 26. April 2019  |
| Staffel 04 | 23. August 2019 |
| Staffel 05 | 23. August 2019 |
| Staffel 06 | 17. April 2020  |
| Staffel 07 | 24. April 2020  |
| Staffel 08 | 14. August 2020 |
| Staffel 09 | 14. August 2020 |

## Ableger
- Im Rahmen einer Hörspielserie von Karussell erschien 1995 neben sechs Folgen aus der ersten Fernsehstaffel, für die man die TV-Tonspur verwendete, auch eine neue Episode mit dem Titel Weihnachten mit Kommissar Rex. Da Kommissar Moser über Weihnachten in einer Fahndungsangelegenheit in den USA ist und Rex aufgrund von Quarantänevorschriften nicht mitnehmen konnte, verbringt dieser die Feiertage bei Mosers Tante Gesa Goldherz (Beate Hasenau) in Hamburg. Dort wird er in einen Banküberfall verwickelt und sorgt dafür, dass ein zu Unrecht beschuldigter Vater (Helgo Liebig) das Weihnachtsfest doch noch mit seinem Sohn Nico (Jannik Endemann) verbringen kann. In weiteren Rollen sind Eberhard Haar, Douglas Welbat, Reent Reins, Anuschka Wills und Thomas Karallus zu hören.
- 1996 wurde das Spin-off Stockinger produziert. Die einzige Staffel hatte 14 Folgen und wurde von Oktober 1996 bis Februar 1997 von Sat.1 und ORF 1 ausgestrahlt. 2006 erschien die Serie auf DVD.
- 1997 zeigte der deutsche Sender Sat.1 den Film Baby Rex – Der kleine Kommissar.
- Zwischen 2004 und 2006 strahle der Sender TVI zwei Staffeln des portugiesischen Remakes der Serie aus.[9] 2016 folgte eine dritte Staffel von Inspector Max (auch bekannt als Inspetor Max[10]). 2019 wurden weitere neue Folgen der Serie ausgestrahlt.[9]
- Ab 2008 war unter dem Titel Il Commissario Rex eine italienische Adaption der Serie zu sehen.[11] Die Serie endete 2015 nach acht Staffeln mit 90 Folgen und einem Special.[12] Unter dem Titel Kommissar Rex zeigten auch ORF und ZDF die ersten drei Staffeln. 2021 wurden diese drei Staffeln als Kommissar Rex – Comeback in Rom auch auf DVD veröffentlicht. Die Serie wird mitunter als Fortsetzung der Originalserie betrachtet (so auch in diesem Artikel), so dass ihre Staffeln als Staffeln elf bis 18 der Serie gelten können.
- Im Rahmen der sechsten Staffel von Il Commissario Rex wurde von ORF 2 gemeinsam mit RAI auch eine Doppelfolge mit dem Titel L'era glaciale produziert. Eine Filmfassung unter dem Titel Eiszeit zeigte ORF 2 am 21. Dezember 2013. Rex wird darin wegen des Wechsels seines bisherigen Partners zu Interpol von Rom nach Meran in Südtirol versetzt und dem traumatisierten Ermittler Andreas Mitterer (Juergen Maurer) an die Seite gestellt. Kommissar Mitterer hat bei einem Unfall seine Frau verloren und soll durch Rex wieder in den Alltag finden. Nach anfänglicher Ablehnung seines neuen Partners durch Mitterer dreht sich ihr erster gemeinsamer Fall um eine Entführung des Enkels des reichen Hotelmagnaten Leopold Innherhofer (August Schmölzer). In Deutschland war die Filmfassung dieser Doppelfolge am 7. September 2017 auf eoTV zu sehen.
- Im März 2019 begann der kanadische Fernsehsender CityTv mit der Ausstrahlung der Adaption Hudson and Rex, die im Vorspann folgenden Text enthält: Based upon the series „Kommissar Rex“ created by Peter Hajek and Peter Moser (Basierend auf der Serie „Kommissar Rex“ nach einer Idee von Peter Hajek und Peter Moser). Die Serie spielt in Neufundland. Mittelpunkt der Handlung sind der Polizeihund Rex (dargestellt von Diesel vom Burgimwald) und Detective Charlie Hudson (dargestellt von John Reardon), der die Einschläferung von Rex verhindert hatte und seither mit ihm gemeinsam Kriminalfälle aufklärt. Die sechste Staffel von Hudson & Rex startete im Oktober 2023.[13]

## Remake
2025 soll Kommissar Rex ein Comeback im Fernsehen erleben. Dabei sollen mehrere Folgen in Spielfilmlänge produziert werden; wiederum in Koproduktion von ORF und Sat.1. Die Rollen der Ermittler sollen Maximilian Brückner und Ferdinand Seebacher übernehmen.